# نیکولا لودا
نیکولا لودا (ایتالیایی: Nicola Loda؛ زادهٔ ۲۱ ژوئیهٔ ۱۹۷۱) دوچرخه‌سوار اهل ایتالیا است.